# Bill Gwatney
William "Bill" Gwatney (26 de agosto de 1959 - 13 de agosto de 2008) fue el presidente del Partido Demócrata de Estados Unidos en Arkansas, además de superdelegado para la Convención Nacional Demócrata de 2008. Antes de llegar a presidente del Partido en Arkansas, fue senador estatal y fiscal del estado. Poseyó, además, varias distribuidoras de automóviles en el Condado de Pulaski.

## Asesinato
El 13 de agosto de 2008, Gwatney fue asesinado, cuando Tim Johnson entró en la sede del Partido Demócrata en Little Rock, disparando a Gwatney tres veces.
Dijo que quería hablar con Gwatney sobre voluntariado, pero esquivó a su secretario cuando este le declaró que Gwatney estaba ocupado. Después de los disparos, Johnson huyó del lugar en su camión, siendo detenido por la policía a 48 km de Little Rock, tras haber sido desviado de la carretera en una serie de maniobras de los agentes de seguridad, cerca de Sheridan.